# يان ويليم دي وينتر
يان ويليم دي وينتر هو عسكري وسياسي هولندي وفرنسي، ولد في 23 مارس 1761 في كامبن في هولندا، وتوفي في 2 يونيو 1812 في باريس في فرنسا.